# Sugauli
Sugauli là một thành phố và là một khu vực quy hoạch (notified area) của quận Purba Champaran thuộc bang Bihar, Ấn Độ.

## Nhân khẩu
Theo điều tra dân số năm 2001 của Ấn Độ, Sugauli có dân số 31.362 người. Phái nam chiếm 54% tổng số dân và phái nữ chiếm 46%. Sugauli có tỷ lệ 42% biết đọc biết viết, thấp hơn tỷ lệ trung bình toàn quốc là 59,5%: tỷ lệ cho phái nam là 51%, và tỷ lệ cho phái nữ là 32%. Tại Sugauli, 20% dân số nhỏ hơn 6 tuổi.